# Florian Maitre
Florian Maitre (Meudon, 3 de septiembre de 1996) es un deportista francés que compite en ciclismo en las modalidades de pista, especialista en la prueba de persecución por equipos, y ruta.
Ganó tres medallas de oro en el Campeonato Europeo de Ciclismo en Pista, en los años 2016 y 2017.

## Medallero internacional
| Campeonato Europeo | Campeonato Europeo      | Campeonato Europeo | Campeonato Europeo      |
| Año                | Lugar                   | Medalla            | Competición             |
| ------------------ | ----------------------- | ------------------ | ----------------------- |
| 2016               | Saint-Quentin (Francia) | Medalla de oro     | Persecución por equipos |
| 2017               | Berlín (Alemania)       | Medalla de oro     | Persecución por equipos |
| 2017               | Berlín (Alemania)       | Medalla de oro     | Madison                 |

## Palmarés

### Pista
2016-2017
- Campeonato Europeo Sub-23 en persecución por equipos (con Corentin Ermenault, Thomas Denis y Benjamin Thomas)
- 2.º en Campeonato Europeo Sub-23 en persecución por equipos (con Benjamin Thomas)
- Campeonato Europeo en persecución por equipos (con Corentin Ermenault, Thomas Denis y Benjamin Thomas)

2017-2018
- Campeonato de Francia en Puntuación
- Campeonato de Francia en persecución por equipos (con Clément Davy, Thomas Denis, y Aurelien Costeplane)
- Campeonato Europeo en persecución por equipos (con Corentin Ermenault, Louis Pijourlet, Thomas Denis y Benjamin Thomas)
- Campeonato Europeo en madison (con Benjamin Thomas)

2019-2020
- Campeonato de Francia en persecución por equipos (con Louis Pijourlet, Thomas Denis, Valentin Tabellion y Donavan Grondin)
- Campeonato de Francia en madison (con Adrien Garel y Donavan Grondin)